# Cythereis amnicola
Cythereis amnicola is een mosselkreeftjessoort uit de familie van de Cytheridae. De wetenschappelijke naam van de soort is voor het eerst geldig gepubliceerd in 1887 door Sars.